# Черепишки манастир
Черепѝшкият манастѝр „Успение Богородично“ е български православен манастир във Врачанска епархия на Българската православна църква. Намира се недалеч от гара Черепиш в уникалното със своето разнообразие на природни забележителности Искърско дефиле. 

## История
Черепишкият манастир е основан по време на Втората българска държава, по време на управлението на цар Иван Шишман (1371 – 1393 г.), но е бил разрушен при нахлуването на османлиите. Най-старото свидетелство за съществуването на обителта е манастирският устав (типик) писан в периода 1390 – 1398 година. Типикът се съхранява в историко-архелогическия музей в София. Според документа манастирът и черквата са разрушени след битката с турските поробители, но хората веднага са ги възстановили. За историята на „Успение Богородично“ в следващите два века не се знае нищо. Възстановен е през 1660 г.
Възникването на манастира е свързано с историята на средновековния Коритен град, съществувал в близката местност Ритлите.
През вековете на владичеството храмът е бил неколкократно опожаряван, но все пак е оцелявал и е бил съграждан отново и отново. В годините на национално Възраждане манастирът се превръща в просветно средище. Години наред в комплекса са се водили учебни занятия на свещеническо училище, богословски институт и Софийската духовна семинария.
В манастира известно време е намирал приют Софроний Врачански. По-късно в него са се срещали революционните комитети на Врачанско и Белоградчишко.

## Описание
Черепишкият манастир е обявен за паметник на културата от национално значение. Храмът представлява еднокорабна, сводеста сграда, с обширно преддверие, открита галерия и островръх купол. Сред забележителностите на вътрешната му украса е иконостас с изящна дърворезба и плащаница, извезана през 1844 г. Силно впечатление правят многото живописни постройки на светата обител. Сред тях се откроява църквата „Свети Георги“, която, въпреки многобройните преустройства, е запазила първоначалния си вид, включително и част от стенописите си.
В комплекса на манастира са реставрираните днес Владишка, Училищна, Приемна, Данаилова и складова сгради, както и Рушидовата къща. Доста стръмни стълби водят до костницата и храма. Костницата е на два етажа, издигната е през 1784 г. Тук са положени кости на Ботеви четници. Параклисът към нея носи името на св. Йоан Кръстител. Близо до стария храм се намира и сградата, където спят монасите, а до нея надпис – „любимата тераса на патриарха на българската литература Иван Вазов“. Именно в този манастир Вазов пише „Една българка“.
Алеко Константинов пише за манастира:
| „ | А хубав е наистина; Боже, колко е хубав този пусти Черепишки манастир! Извивките на шумящия Искър, притиснат от едната си страна със зелени и разцъфтели лесисти хълмове, препълнени със славеи; от другата страна притиснат от надвиснали разноцветни и разноформени гигантски скали, изпъстрени с пещери… (от пътеписа „В българска Швейцария“). | “ |

Манастирът и красивата околност са вдъхновили и прочутия унгарски пътешественик Феликс Каниц. Той с право описва и нарича тази магия „Най-красивото място“.
Сегашните постройки на манастира са от XIX век, а иконите са творби на тревненския зограф Витан Карчов. Стенописите са дело на Йонко Попвитанов. В 1908 година дебърският майстор Велко Илиев дорисува живописта в новопостроената част на църквата на Черепишкия манастир – в купола и в удължената на запад част. Надписът гласи „Новия живописъ е изписанъ въ 1908 год. въ времето на игумена Іеромонах х Митодія“. Велко се е подписал на олтарната икона на Исус Христос „Даромъ изписалъ В. Илиев Зографъ 1908 год.“
От 2023 година манастирът започва да приема поклонници за нощувки.